# Bogdana (Bákó megye)
Bogdána település Romániában, Moldvában, Bákó megyében.

## Fekvése
A Tatrosba futó Bogdana patak völgyében, Onyesttől délkeletre fekvő település.

## Története
Bogdána nevét 1488-ban említette először oklevél. A falu lakossága a kezdetektől fogva tiszta magyar volt. Bandinus 1646-ban már vegyes vallású települést talált. A 18. századból nincs adatunk, lehet, hogy lakossága elpusztult vagy elköltözött. A 19. századtól ismét volt itt székely lakosság is, a 20. század elején a lakosság egyharmada még székely volt.